# Vie sur Vénus

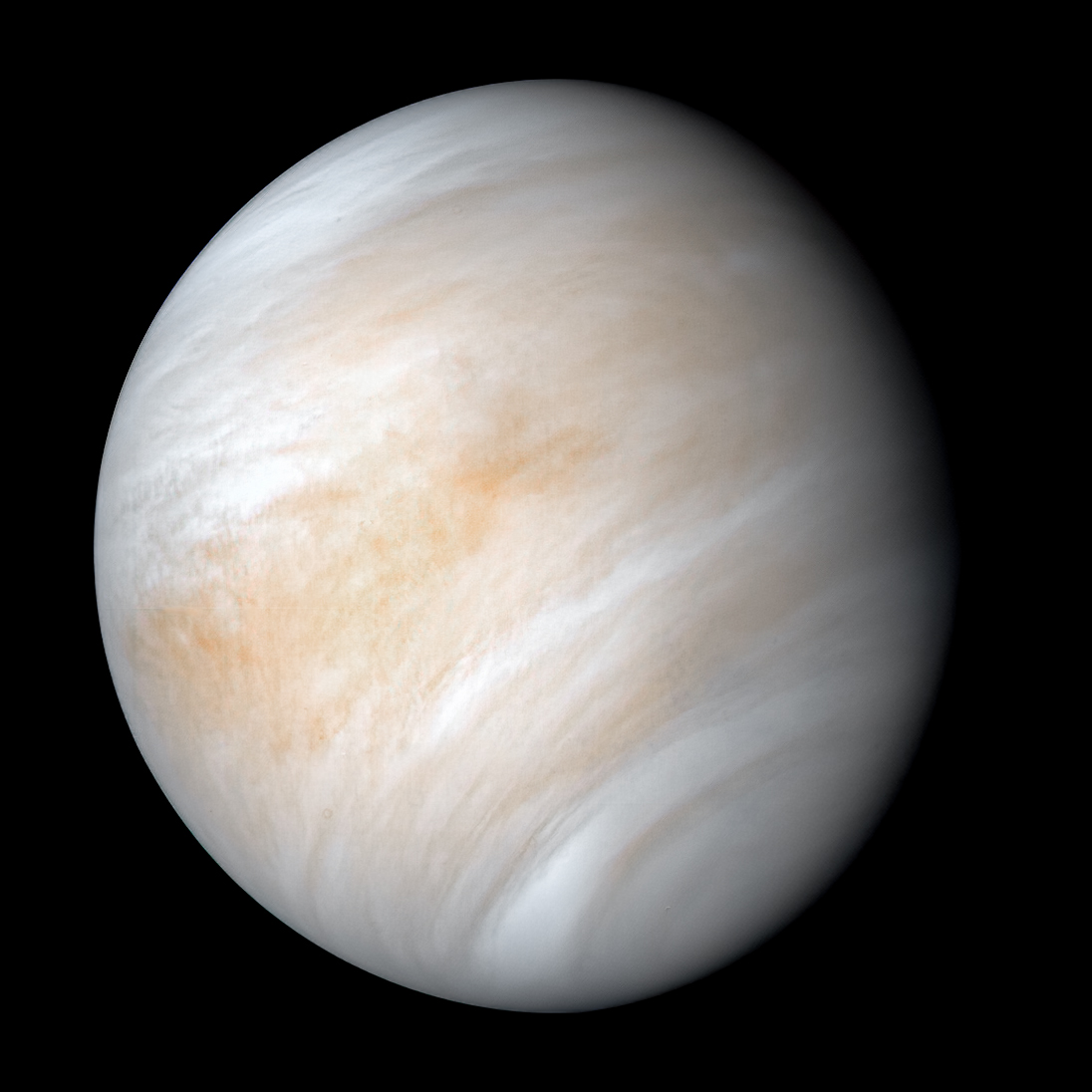
Vue contrastée de Vénus par Mariner 10

La possibilité de la vie sur Vénus est une question scientifique non résolue et un thème de science-fiction. La présence —  débattue en 2021 — de phosphine dans son atmosphère pourrait être un signe de vie.

## Histoire
En 2020, une équipe de scientifiques du pays de Galles annonce la découverte de phosphine, une molécule dont la présence n'est connue qu'en présence de vie, dans l'atmosphère de Vénus. Cette découverte est rapidement mise en doute par plusieurs autres scientifiques. Début 2021, d'autres études indiquent que les conclusions précédentes seraient fausses.
Une mission spatiale prévue pour 2024, Venus Life Finder Mission, a pour objectif de rechercher des traces de vie dans l'atmosphère de la planète.